# Верхние Колки
Верхние Колки — село в Володарском районе Астраханской области России. Входит в состав Большемогойского сельсовета. Население 41 человек (2010), 100 % из них — казахи .

## География
Верхние Колки расположено в юго-восточной части Астраханской области, в дельте реки Волги и находится у рек Колки, Анастасьева, ерика Быстренький. Уличная сеть состоит из одного географического объекта: ул. Набережная.
Абсолютная высота 26 метров ниже уровня моря
.
Климат
резко континентальный с жарким сухим летом, холодной и малоснежной зимой, самый жаркий месяц — июль. Абсолютный максимум — 40 градусов. Самый холодный период — январь-февраль с абсолютным минимумом -40 градусов.

## Население
| 2002 | 2010 |
| ---- | ---- |
| 99   | ↘41  |

Национальный и гендерный состав
По данным Всероссийской переписи в 2010 году, численность населения составляла 41 человек (23 мужчины и 18 женщин, 56,1 и 43,9 %% соответственно).
Согласно результатам переписи 2002 года, в национальной структуре населения казахи составляли 100 % от общей численности населения в 102 жителей.

## Инфраструктура
нет данных

## Транспорт
Поселковые дороги к автодороге регионального уровня Мултаново — Нововасильево — Блиново (идентификационный номер 12 ОП РЗ 12Н 042_ .